# Quentin Cornette
Quentin Cornette (* 17. Januar 1994 in La Ciotat) ist ein französischer Fußballspieler.

## Karriere
Cornette begann seine fußballerische Ausbildung 2010 beim HSC Montpellier. Schon ab 2012 kam er zu seinen ersten Einsätzen und Toren für das fünft- und später viertklassige Zweitteam. In der Saison 2014/15 stand er schon einmal im Kader der Profis in der Ligue 1. Am 29. August 2015 (4. Spieltag) wurde er bei einem 0:0-Unentschieden gegen den ES Troyes AC eingewechselt und debütierte somit im Profibereich. Bis zum Ende der Spielzeit 2015/16 kam er zu insgesamt fünf Ligaspielen und einem Ligapokaleinsatz.
Im Sommer 2016 wechselte er zum Ligarivalen SC Amiens. Jedoch kam er auch dort 2016/17 nur zu drei von 38 möglichen Ligaeinsätzen. Nach dem Aufstieg als Zweitligavizemeister kam er am 15. Spieltag der Folgesaison zu seinem ersten Treffer in der Ligue 1 bei einem knappen Sieg gegen den FCO Dijon. Insgesamt traf er 2017/18 dieses eine Mal in zwölf Saisonauftritten. In der Saison 2018/19 konnte er aufgrund einer Knieverletzung nur fünfmal in der Liga auftreten. Anschließend spielte er 2019/20 13 Mal in der Ligue 1 und stieg mit Amiens wieder in die Ligue 2 ab.
Daraufhin wechselte er zum Zweitligisten und künftigen Ligakonkurrenten Le Havre AC. Er spielte in der Spielzeit 2020/21 27 Mal für seinen neuen Klub, wobei er einmal traf. 2021/22 kam er bereits in 36 von 38 Ligaspielen zum Zug, wobei er sechsmal traf und sieben Tore vorbereitete. Auch 2022/23 traf er sechsmal, legte zwei Tore auf und spielte 31 Ligapartien. Mit seinem Team gewann er die Ligue 2 und stieg in die Ligue 1 auf, wobei er gegen Olympique Nîmes einen Hattrick schießen konnte.
Im Sommer 2023 verließ der Spieler sein Heimatland und wechselte nach Griechenland zum Volos NFC. Nach zehn Einsätzen bis Mitte Februar wechselte er nach Kasachstan zu Jelemei Semei.

## Erfolge
SC Amiens
- Vizemeister der Ligue 2 und Aufstieg in die Ligue 1: 2017

Le Havre AC
- Meister der Ligue 2 und Aufstieg in die Ligue 1: 2023